# عبد الرحمن صالح (نائب عام)
عبد الرحمن صالح (بالإندونيسية: Abdul Rahman Saleh) هو موظف مدني إندونيسي، ولد في 1 أبريل 1941 في بيكالونغان في إندونيسيا.